# 171 до н. е.

## Події
- Початок Третьої Македонської війни
- цар Парфії Мітрідат I